# Emil Elberling

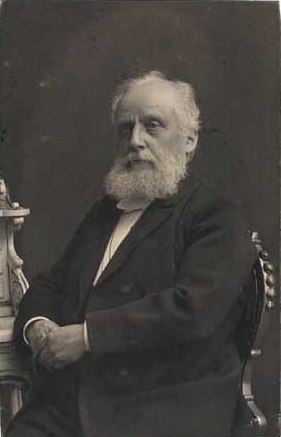
Emil Elberling.

Rudolf Emil Elberling, född den 17 juli 1835 i Slagelse, död den 6 januari 1927, var en dansk bibliotekarie och journalist. Han var son till skolmannen Carl Elberling och bror till biblioteksmannen Carl Elberling.
Elberling var bibliotekarie vid danska riksdagen 1880-1912. Till sin politiska åskådning var han närmast liberal, om än inte ansluten till något parti, och mederbetade flitigt i dagspressen och grundade själv en tidning, som dock snart lades ned. Han skrev även historisk-politiska och biblioteksvetenskapliga artiklar, bland annat i Salmonsens Konversationsleksikon och Nordisk familjebok.